# Amangar
Amangar é uma vila no distrito de Bulandexar, no estado de Utar Pradexe, na Índia. 202398 é o código PIN desta aldeia. 